# 合田平
合田 平（ごうだ ひとし、1876年〈明治9年〉7月 - 1934年〈昭和9年〉10月24日 ）は、大正・昭和期の医師（軍医）。大日本帝国陸軍軍医総監。

## 人物・経歴
新潟県中頸城郡高田町（現・上越市）出身。代々高田藩医を務める合田家六代当主、合田義宜の長男として1876年に生まれる。旧制新潟県立高田中学校、旧制第一高等学校、を経て、1902年3月東京帝国大学医科大学を卒業。陸軍二等軍医に任官する。
東京衞戍病院勤務後に、東京帝国大学医学部大学院で学んだ。
近衛師団軍医部長、陸軍省医務局衛生課長、東京第一衞戍病院長を歴任した後、1925年に陸軍軍医監、1928年に陸軍軍医学校長、同年に陸軍省医務局長、1931年に陸軍軍医総監となる。

## 家系
合田家は代々、高田藩医の家系である。合田平は第七代当主（1911年家督相続）。菩提寺は上越市寺町にある天崇寺、孝巌寺である。